# Heurs et malheurs de la fameuse Moll Flanders
Pour les articles homonymes, voir Moll Flanders.
Heurs et malheurs de la fameuse Moll Flanders, initialement publié sous le titre Mémoires et aventures de Mlle Moll Flanders, écrits par elle-même (The Fortunes and Misfortunes of the Famous Moll Flanders) est un roman picaresque écrit par Daniel Defoe, et publié pour la première fois en 1722. L'œuvre raconte l'histoire de Moll Flanders, une femme née dans la prison de Newgate à Londres, qui lutte pour survivre et s'élever socialement dans l'Angleterre du XVIIe siècle. Le roman est présenté comme une autobiographie fictive, narrant les aventures et mésaventures de l'héroïne tout au long de sa vie mouvementée.
Au fil du récit, Moll Flanders endosse plusieurs rôles sociaux : servante, épouse (à plusieurs reprises), maîtresse, voleuse et finalement pénitente. Le roman aborde des thèmes tels que la survie dans une société hostile, la moralité, le mariage, et la condition féminine à l'époque. Defoe utilise le personnage de Moll pour explorer les contradictions de la société anglaise de son temps, en particulier les difficultés rencontrées par les femmes pour assurer leur indépendance économique.
L'œuvre est remarquable pour son réalisme cru et sa description détaillée de la vie criminelle dans l'Angleterre du XVIIe siècle. Elle est considérée comme l'un des premiers exemples de roman réaliste en langue anglaise. Moll Flanders a exercé une influence significative sur le développement du roman moderne et reste une œuvre importante de la littérature anglaise, étudiée pour son portrait vivant de la société de l'époque et son exploration des questions morales et sociales.

## Contexte de rédaction
Au moment de l'écriture du roman en 1722, Daniel Defoe est déjà un auteur établi, ayant publié son célèbre Robinson Crusoé trois ans plus tôt. L'Angleterre connait alors une période de relative stabilité politique sous le règne de George Ier, mais les tensions sociales et économiques restent vives. La société anglaise est en pleine mutation, avec l'émergence d'une classe moyenne urbaine et l'intensification du commerce, créant de nouvelles opportunités mais aussi de nouveaux défis sociaux.
Le roman s'inscrit dans la tradition naissante du réalisme littéraire, qui cherche à dépeindre la vie quotidienne et les luttes des gens ordinaires. Defoe s'inspire largement des récits de criminels et de leurs confessions, un genre populaire à l'époque, notamment de Moll King (en), qu'il rencontre lors d'une visite à la prison de Newgate. Ces récits, souvent publiés sous forme de pamphlets, alimentent la fascination du public pour les histoires de crime et de rédemption.
Le contexte économique de l'époque, caractérisé par une forte mobilité sociale mais aussi par une pauvreté endémique, influence profondément le parcours de Moll Flanders. La protagoniste incarne les aspirations et les difficultés de nombreux individus cherchant à s'élever dans la société, reflétant ainsi les préoccupations de l'époque concernant le statut social, la richesse et la moralité. La condition des femmes au début du XVIIIe siècle est un aspect central du roman. À une époque où les opportunités économiques pour les femmes sont limitées, Defoe explore à travers Moll les stratégies de survie et d'ascension sociale disponibles pour les femmes, y compris le mariage, la séduction et le crime.
Enfin, le roman reflète également les débats contemporains sur la criminalité et la punition. L'Angleterre du XVIIIe siècle voit une augmentation de la criminalité urbaine, et les discussions sur la réforme pénale sont vives. Le parcours de Moll, de criminelle à pénitente, s'inscrit dans ces débats sur la justice, la rédemption et la réforme sociale.

## Résumé
Le roman commence avec l'enfance de Moll, née dans la prison de Newgate, sa mère ayant été condamnée pour vol. Très jeune, Moll est placée chez une famille d'accueil après la déportation en Amérique de sa mère peu après sa naissance. Elle est ensuite prise en charge par une veuve bienveillante qui lui apprend à lire et à coudre, des compétences importantes pour une femme de sa condition. Dès le départ, Moll manifeste son désir d'indépendance et son rejet de la servitude, affirmant qu'elle veut devenir « une dame ». Cependant, en raison de son manque de ressources, elle est vulnérable aux abus et aux manipulations.
À l'adolescence, elle est séduite par le fils aîné de la famille bourgeoise chez qui elle travaille comme domestique. Bien qu'il ne l'épouse pas, il entretient une liaison avec elle avant de la convaincre d'épouser son jeune frère. Moll accepte, mais ce mariage est de courte durée car son mari meurt prématurément, la laissant veuve et sans le sou. À partir de ce moment, elle se lance dans une série de mariages malheureux et opportunistes, toujours à la recherche d'une sécurité financière. Parmi ces unions, elle épouse un homme qu'elle découvre plus tard être son demi-frère, ce qui la pousse à fuir cette relation incestueuse après avoir eu plusieurs enfants avec lui.
Moll voyage en Angleterre et en Amérique, toujours en quête d'un mariage ou d'un moyen d'assurer sa survie. Elle épouse un banquier, mais ce mariage échoue lorsque ce dernier tombe en faillite. Elle s'allie ensuite à un escroc professionnel avec lequel elle forme un couple de criminels. Ensemble, ils multiplient les vols, et Moll devient une voleuse particulièrement habile, évoluant dans les bas-fonds londoniens où le crime est monnaie courante. Elle mène cette vie pendant plusieurs années, accumulant une fortune grâce à ses activités illégales.
Finalement, Moll est arrêtée après une longue carrière criminelle. Condamnée à la déportation pour ses vols, elle est envoyée dans les colonies américaines, en Virginie, où elle retrouve l'un de ses anciens maris. Ensemble, ils décident de se réhabiliter et de mener une vie honnête. Moll apprend que sa mère, déportée des années auparavant, lui a laissé une petite fortune. Avec l'argent et la rédemption morale à la clé, Moll et son mari s'installent pour mener une vie paisible en Amérique. Ils finissent par retourner en Angleterre, où ils vivent leurs dernières années dans le repentir et la prospérité.

## Personnages
- Moll Flanders : Protagoniste et narratrice du roman, Moll Flanders (dont le vrai nom n'est jamais révélé) est née dans la prison de Newgate. Elle passe sa vie à naviguer entre la pauvreté, la criminalité, et la quête d'une meilleure situation sociale. Moll est une figure complexe et ambiguë, oscillant entre la moralité et l'immoralité. Elle se marie plusieurs fois et s'engage dans des activités criminelles, notamment le vol, pour assurer sa survie. Son caractère résilient et son intelligence lui permettent de s'adapter aux circonstances, mais elle reste hantée par la culpabilité de ses actions.
- La mère de Moll Flanders : Condamnée pour vol, elle donne naissance à Moll dans la prison de Newgate. Après avoir obtenu un sursis et été envoyée en Virginie, elle disparaît de la vie de Moll pendant de nombreuses années. Moll découvre plus tard que sa mère est vivante et qu'elle a involontairement épousé son propre frère.
- La nourrice : Une femme qui élève Moll durant son enfance, lui offrant une éducation de base.
- Le fils aîné de la famille : Un jeune homme riche qui courtise Moll pendant qu'elle est encore jeune et vit avec une famille d'accueil. Il la séduit avec des promesses de mariage, mais après l'avoir séduite et utilisée, il la laisse tomber. Cette trahison marque un tournant dans la vie de Moll, la plongeant dans une série de relations plus opportunistes.
- Robin (premier mari) : Le frère cadet du premier amant de Moll, qui devient son premier mari. Il meurt peu après leur mariage.
- Robert (le drapier, second mari) : Le second mari de Moll est un drapier apparemment riche, mais qui, après leur mariage, se révèle être lourdement endetté. Leur mariage est un échec, et Robert finit par fuir en France pour échapper à ses créanciers, abandonnant Moll à son sort.
- Le frère (troisième mari) : Moll épouse cet homme sans savoir qu'il est son demi-frère. Ils ont deux enfants ensemble, mais lorsqu'elle découvre leur lien de parenté, elle quitte la Virginie, laissant ses enfants derrière elle. Ce mariage incestueux joue un rôle central dans la complexité morale de l'histoire.
- Le banquier (quatrième mari) : Moll épouse un banquier respecté et prospère, mais cet homme se retrouve dévasté lorsque sa première femme lui fait scandale et refuse de divorcer. Moll profite de cette situation pour épouser le banquier, mais leur relation reste froide. Il meurt peu après, la laissant seule avec une partie de sa fortune.
- Le gentleman de Lancashire (cinquième mari) : Moll épouse cet homme, pensant qu'il est riche, mais elle découvre plus tard qu'il est tout aussi désespéré financièrement qu'elle. Ce mariage est une tentative désespérée de part et d'autre pour échapper à la pauvreté. Ils finissent par se séparer d'un commun accord.
- James (sixième mari, aussi appelé Jemy) :(il s'agit de son cinquième mari  de Lancashire )Jemy est l'amour véritable de Moll, même s'il est également un criminel. Ils se rencontrent alors que Moll est à la recherche d'un autre mariage avantageux. Ils finissent par se séparer car ils ne peuvent subvenir à leurs besoins ensemble, mais se retrouvent à la fin du roman. Après avoir purgé sa peine en Virginie, Jemy la rejoint, et ils vivent ensemble une existence plus tranquille et réformée.
- L'homme marié de Bath : Un amant de longue durée de Moll, qui l'entretient pendant plusieurs années.
- Le fils de Moll en Virginie : Issu de son mariage incestueux, il accueille Moll à son retour en Amérique.
- Le gouverneur de Newgate : C'est lui qui condamne Moll à la prison après ses multiples crimes, mais qui, en même temps, lui permet de repenser sa vie et de chercher à se réformer. Newgate est un lieu central du roman, symbolisant la misère et la criminalité dans la vie de Moll.
- La gouvernante : Cette femme dirige un réseau de criminels et de receleurs à Londres. Elle prend Moll sous son aile et l'aide à perfectionner ses talents de voleuse. Bien qu'elle soit elle-même profondément impliquée dans des activités illégales, elle finit par encourager Moll à se repentir, et joue un rôle dans sa rédemption.
- Le capitaine du navire : Le capitaine qui transporte Moll en Virginie pour purger sa peine. C'est lui qui joue un rôle crucial en facilitant son installation en Virginie après sa condamnation et en lui offrant une chance de reconstruire sa vie loin de Londres et de ses anciens crimes.

## Thèmes

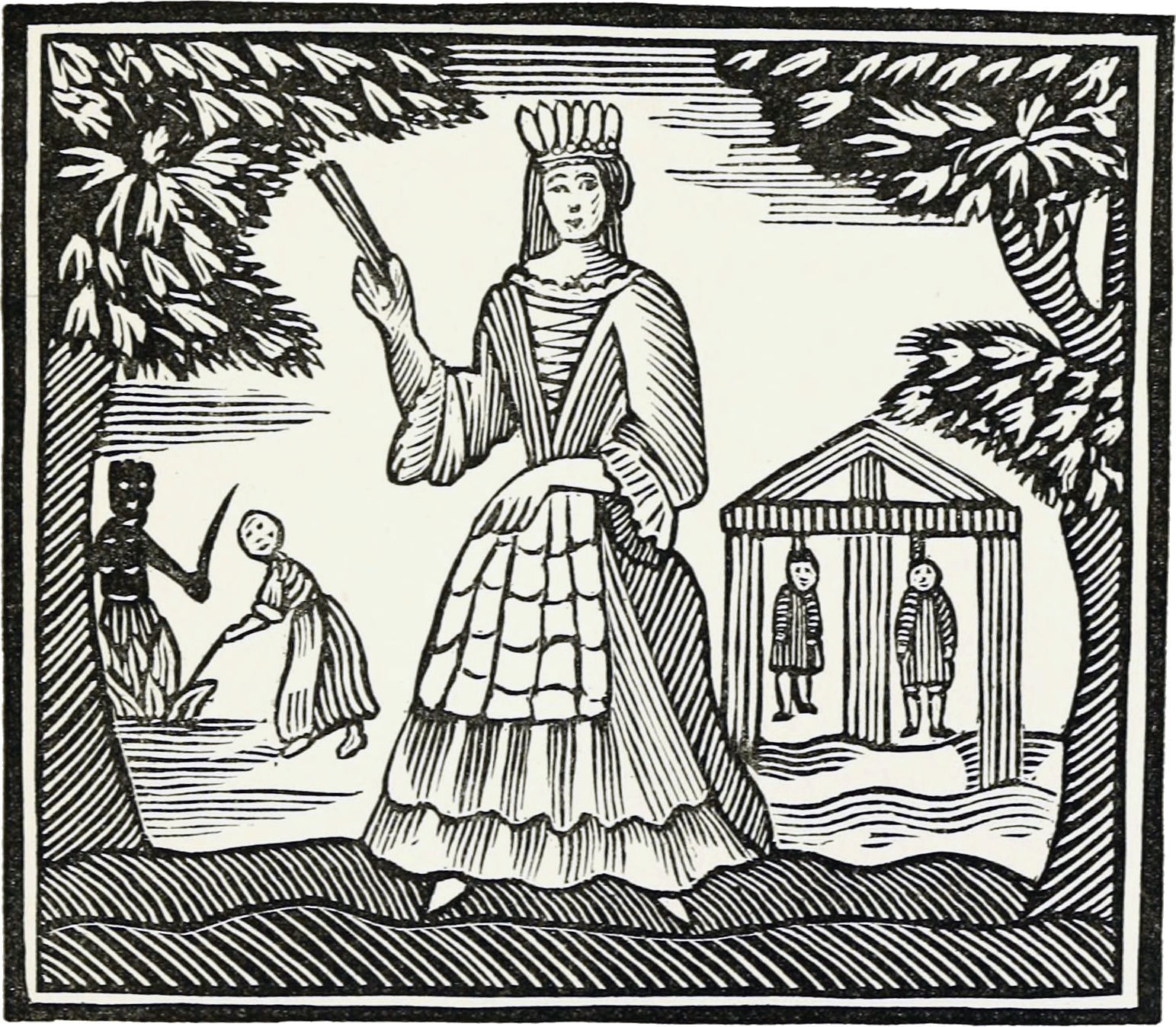
Moll Flanders, illustration d'un livret de colportage anglais du XVIII.

Heurs et malheurs de la fameuse Moll Flanders aborde plusieurs thèmes majeurs qui reflètent les préoccupations sociales et morales de l'Angleterre du début du XVIIIe siècle. Ces thèmes s'entrelacent tout au long du récit, offrant une critique sociale subtile et un portrait complexe de la société de l'époque. La survie et la mobilité sociale constituent un thème central du roman. Moll Flanders, née dans la pauvreté, lutte constamment pour améliorer sa condition sociale et économique. Ses actions, bien que souvent moralement discutables, sont motivées par un désir ardent de s'élever au-dessus de ses origines modestes. Cette quête reflète les aspirations et les difficultés de la classe moyenne émergente dans l'Angleterre du XVIIIe siècle.
La condition féminine est un autre thème majeur exploré à travers les expériences de Moll. Le roman met en lumière les options limitées offertes aux femmes de l'époque pour assurer leur indépendance économique. Le mariage, présenté comme une transaction économique plutôt que comme une union romantique, est souvent le seul moyen pour Moll d'assurer sa sécurité financière. Cette représentation du mariage reflète les réalités sociales de l'époque et offre une critique implicite des restrictions imposées aux femmes.
La criminalité et la moralité forment un axe thématique important. Le parcours de Moll, de la nécessité au vice puis au repentir, soulève des questions sur la nature du bien et du mal dans une société inégalitaire. Defoe explore les circonstances qui poussent les individus au crime, remettant en question la notion de responsabilité morale absolue. Cette approche nuancée de la criminalité reflète les débats contemporains sur la réforme pénale et la justice sociale.
L'identité et la transformation personnelle constituent également un thème récurrent. Moll change fréquemment de nom et d'identité au cours de ses aventures, illustrant la fluidité des identités sociales dans une société en mutation. Cette capacité à se réinventer reflète à la fois les opportunités et les incertitudes de l'époque, où les structures sociales traditionnelles commencent à s'effriter. Le roman aborde également le thème de la religion et du repentir. Bien que Moll exprime souvent des remords pour ses actions, sa véritable rédemption n'intervient qu'à la fin du récit. Cette trajectoire spirituelle reflète les attitudes puritaines de l'époque envers le péché et la rédemption, tout en offrant une critique subtile de l'hypocrisie religieuse.

## Accueil initial
Dès sa parution, le roman connait un succès commercial notable. Sa popularité s'explique en partie par l'intérêt du public pour les récits de criminels et les histoires de rédemption, un genre en vogue au début du XVIIIe siècle. Le style réaliste et la narration à la première personne de Defoe contribuent à captiver les lecteurs, offrant un aperçu saisissant de la vie des classes inférieures et du monde criminel londonien.
Cependant, le contenu du roman suscite également de vives critiques de la part des moralistes de l'époque. Certains condamnent l'œuvre pour son traitement explicite de thèmes considérés comme scandaleux, tels que la sexualité féminine, l'adultère et la criminalité. La représentation de Moll comme une femme déterminée à survivre par tous les moyens nécessaires, y compris le crime et la séduction, est perçue par certains comme une menace potentielle pour l'ordre moral et social.
Malgré cela, Moll Flanders a un impact significatif sur le développement du roman anglais. Les critiques littéraires de l'époque, bien que parfois choqués par le contenu, reconnaissent l'innovation stylistique de Defoe. Son approche réaliste et sa capacité à créer un personnage féminin complexe et crédible sont saluées comme des avancées importantes dans l'art du roman.
L'accueil du roman est également influencé par les débats contemporains sur la morale et la criminalité. Certains lecteurs et critiques voient dans l'histoire de Moll une critique sociale implicite, mettant en lumière les injustices et les inégalités de la société anglaise. D'autres interprètent le roman comme un avertissement moral, soulignant les conséquences du vice et l'importance du repentir. Il est important de noter que l'accueil initial du roman est compliqué par le fait que Defoe publie l'œuvre de manière anonyme, la présentant comme les véritables mémoires d'une ancienne criminelle. Cette stratégie narrative contribue à brouiller les frontières entre fait et fiction, alimentant les débats sur l'authenticité et la moralité du texte.

## Influences
L'une des influences les plus notables de Moll Flanders concerne le développement du roman réaliste. Le style détaillé et la description minutieuse de la vie quotidienne employés par Defoe posent les bases de ce qui va devenir une caractéristique majeure du roman réaliste du XIXe siècle. Des auteurs tels que Charles Dickens et William Makepeace Thackeray reconnaissent l'influence de Defoe dans leur propre approche de la représentation de la société et des personnages.
Le roman a également un impact significatif sur la représentation des femmes dans la littérature. Le personnage de Moll Flanders, avec sa complexité psychologique et son agentivité, ouvre la voie à des héroïnes plus nuancées et autonomes dans la fiction. Cette influence peut être tracée jusqu'aux œuvres d'auteurs féministes du XXe siècle, qui voient en Moll un précurseur des personnages féminins indépendants.
Moll Flanders influence également le développement du roman picaresque en anglais. Bien que le genre existe déjà en Espagne, l'œuvre de Defoe contribue à son adaptation et à sa popularisation dans la littérature anglophone. Cette influence se retrouve dans des œuvres ultérieures telles que Histoire de Tom Jones, enfant trouvé de Henry Fielding et, plus tard, dans les romans de Mark Twain.
Dans le domaine de la critique sociale, le roman a un impact durable sur la façon dont la littérature aborde les questions de classe et de criminalité. L'approche de Defoe, qui consiste à présenter le crime comme une conséquence de circonstances sociales plutôt que comme une simple défaillance morale, influence de nombreux auteurs dans leur traitement de ces thèmes.
Sur le plan stylistique, l'utilisation par Defoe de la narration à la première personne et son attention aux détails psychologiques influencent le développement de techniques narratives plus sophistiquées. Cette approche ouvre la voie à l'exploration de la subjectivité et de la conscience individuelle dans le roman, une tendance qui culminera avec le courant du flux de conscience au XXe siècle.
L'influence de Moll Flanders s'étend au-delà de la littérature. Le roman a inspiré de nombreuses adaptations au théâtre, au cinéma et à la télévision, contribuant à maintenir sa pertinence culturelle à travers les siècles. Ces adaptations ont souvent réinterprété l'histoire de Moll à la lumière des préoccupations contemporaines, démontrant la flexibilité et la durabilité du récit de Defoe.

## Adaptations
Le roman a donné lieu à plusieurs adaptations au cinéma et à la télévision :
- 1965 : The Amorous Adventures of Moll Flanders, de Terence Young, avec Kim Novak (Moll Flanders), Richard Johnson (Jemmy), Angela Lansbury (Lady Blystone), George Sanders (le banquier) et Lilli Palmer (Dutchy).
- 1975 : Moll Flanders, par Donald McWhinnie (en), avec Julia Foster (Moll Flanders) et Kenneth Haigh (Jemmy).
- 1996 : Un cœur innocent avec Alex Kingston (Moll Flanders) et Daniel Craig (Jemmy).
- 1996 : Moll Flanders, ou les mémoires d'une courtisane (Moll Flanders en anglais), film américano-irlandais écrit et réalisé par Pen Densham (en), d'après le personnage imaginé par Daniel Defoe. Le rôle de Moll Flanders y est interprété par Robin Wright Penn.
- 2007 : Ken Russell projette de tourner une nouvelle version de Moll Flanders avec Lucinda Rhodes-Thakrar (en) dans le rôle de Moll Flanders et Barry Humphries, mais le film ne verra jamais le jour, du fait du décès du metteur en scène et du producteur[17].

### Textes de référence
- Daniel Defoe, The Fortunes and Misfortunes of the Famous Moll Flanders, Londres, 1722

### Traductions françaises
- Daniel Defoe, Mémoires et aventures de Mlle Moll Flanders, écrits par elle-même, Londres, Nourse, 1761
- Daniel Defoe, Moll Flanders, trad. de Marcel Schwob, Paris, Georges Crès, 1895 (texte en ligne sur Wikisource, Gallica et Project Gutenberg)
- Daniel Defoe, Moll Flanders, trad. de Marcel Schwob, revue et complétée par Francis Ledoux, préf. Dominique Fernandez, Paris, Gallimard, 1979  (ISBN 978-2-07-037109-9)

### Ouvrages spécifiques
- Nicole Terrien, Moll Flanders, roman de l'équilibre et de la démesure, Paris, Messene, 1997
- (en) Ian Watt, The Rise of the Novel: Studies in Defoe, Richardson and Fielding, Berkeley, University of California Press, 2001, 339 p.
- (en) John Richetti, The Cambridge Companion to Daniel Defoe, Cambridge, Cambridge University Press, 2008, 248 p.
- (en) Jenny Kermode, Garthine Walker, Women, Crime and the Courts in Early Modern England, Chapel Hill, University of North Carolina Press, 1994, 220 p.
- (en) Frank McLynn, Crime and Punishment in Eighteenth-Century England, Londres, Routledge, 2002, 392 p.
- (en) Vivien Jones, Women in the Eighteenth Century: Constructions of Femininity, Londres, Routledge, 1990, 224 p.
- (en) Lincoln B. Faller, Crime and Defoe: A New Kind of Writing, Cambridge, Cambridge University Press, 1993, 298 p.
- (en) April London, The Cambridge Introduction to the Eighteenth-Century Novel, Cambridge, Cambridge University Press, 2012, 248 p.
- (en) Michael Alexander, A History of English Literature, Londres, Palgrave Macmillan, 2000, 440 p.
- (en) John Richetti, The Cambridge Companion to the Eighteenth-Century Novel, Cambridge, Cambridge University Press, 1996, 296 p.
- (en) Patricia Demers, Women's Writing in English: Early Modern England, Toronto, University of Toronto Press, 2005, 355 p.
- (en) J.A. Garrido Ardila, The Picaresque Novel in Western Literature: From the Sixteenth Century to the Neopicaresque, Cambridge, Cambridge University Press, 2015, 294 p.